# Neptidopsis platyptera
Neptidopsis platyptera är en fjärilsart som beskrevs av Rothschild och Jordan 1903. Neptidopsis platyptera ingår i släktet Neptidopsis och familjen praktfjärilar. Inga underarter finns listade i Catalogue of Life.